# Цветок у дороги
«Цветок у дороги» (англ. The Road Killers, буквально — дорожные убийцы) — фильм американского режиссёра Дерана Сэрафьяна. Снят в 1994 году в жанрах боевика и триллера. В прокате  Европы более известен под названием «Roadflower».

## Сюжет
Банда дорожных хулиганов на своём автомобиле чуть не сбила мальчика посреди дороги, где тот рассматривал цветок, проросший сквозь асфальт. Отец мальчика Глен и его брат Джек с семьёй едут в Сан-Диего в отпуск на своих автомобилях. Действие разворачивается на половине пути от Висконсина до Сан-Диего. Заехав перекусить в придорожное кафе, главы семейств заметили, что вся банда тоже находится там. Дочка учителя Джека — Эшли — заигрывает в туалете с молодым человеком по имени Клифф, позже оказавшимся главарём банды. Отец едва не пострадавшего Ричи требует извинений от хулиганов, но они в ответ начинают издеваться над ним.
Предводитель банды затаил злобу. Выждав время, когда семьи продолжат свой путь, он обогнал машину отца с сыном и вбросил им в салон живого петуха. Тогда Глен высадил мальчика на обочину и погнался за хулиганами, вызвав обидчиков на автомобильную дуэль. Как результат, он оказался в кювете в перевёрнутой машине.
Джек с семьёй подобрал ребёнка и стал свидетелем последствий катастрофы. К сожалению, он не смог вытащить отца Ричи из пылающего автомобиля. Потрясённые произошедшим, родственники направляются по шоссе к ближайшему полицейскому участку. Вскоре им приходится остановиться, так как они замечают лежащую на дороге девушку. Та оказывается приманкой главаря банды. Вновь появляются хулиганы. Джек открыто заявляет Клиффу, что они направляются в полицию и выставят обвинение банде.
В планы банды это не входит. Оглушив бейсбольной битой учителя, главарь приказывает своим подручным заехать подальше и избавиться от свидетеля. Жена Джека Хелен и дети становятся заложниками главаря. Он прячет их в полуразрушенном доме и ждёт возвращения своих сообщников. Но молодой парень Том не смог убить человека и выстрелил мимо, разыграв спектакль перед подружкой главаря банды Рыжей. За это он поплатился головой, когда обман раскрылся. Впадая в полное безумие, маньяк Клифф начинает сначала по одному уничтожать своих сообщников, а затем и собственного брата. Прикрываясь дочкой Джека и выдвигая полиции нелепые требования, он пытается скрыться. Но оставшийся в живых отец девушки освобождает её и, схватившись в поединке с бандитом, расправляется с ним.

## В ролях
- Кристофер Ламберт — Джек Лероланд
- Кристофер Макдональд — Глен Лероланд
- Джозеф Гордон-Левитт — Рич Лероланд, сын Глена
- Алексондра Ли — Эшли Лероланд, дочь Джека
- Мишель Форбс — Хелен Лероланд
- Крэйг Шеффер — Клифф
- Джош Бролин — Том
- Дэвид Аркетт — Бобби
- Эдриенн Шелли — Рыжая
- Джон Пайпер-Фергюсон — Хаузер
- Ричард Сарафьян — водитель грузовика